# 1996 en Ukraine
Chronologie de l'Ukraine
- 1992
- 1993
- 1994
- 1995
- 1996
- 1997
- 1998
- 1999
- 2000

Cette page concerne les évènements survenus en 1996 en Ukraine  :

## Évènement
- 28 juin : Adoption de la Constitution ukrainienne
- 2 juillet : Accident du tramway de Dniprodzerzhynsk (en) (Bilan : 34 morts - plus d'une centaine de blessés)
- 3 novembre : Assassinat de Yevhen Chtcherban, homme d'affaires et personnalité politiques.

## Sport
- Championnat d'Ukraine de football 1995-1996
- Championnat d'Ukraine de football 1996-1997
- Coupe d'Ukraine de football 1995-1996
- Coupe d'Ukraine de football 1996-1997
- Participation de l'Ukraine aux Jeux olympiques d'été d'Atlanta.

## Culture
Sortie des films :
- Les Mille et Une Recettes du cuisinier amoureux ;
- Entrante dans la mer.

## Création
- Centre de réforme politique et juridique (en)
- Jour de la Constitution (en)
- Ordre « pour le Courage »

## Dissolution
- FC Ahrotekhservis Sumy (en)
- Premier corps d'armée (en)
- SC Dynamo Sloviansk (en)

## Naissance
- Ievgeniia Kazbekova, grimpeuse.
- Alena Spodynyuk (en), mannequin.
- Dmytro Yukhymovych (uk), footballeur.

## Décès
- Taisia Dmytruk (uk), scénariste.
- Myroslava Hrebeniuk-Onuferko (uk), musicienne.
- Boris Iwanowitsch Prijmak (uk), architecte.
- Wołodymyr Szmorhun (uk), footballeur.
- Dmitri Wassiljewitsch Wolkow (uk), physicien.